# Casa de la cultura Estación del Golfo

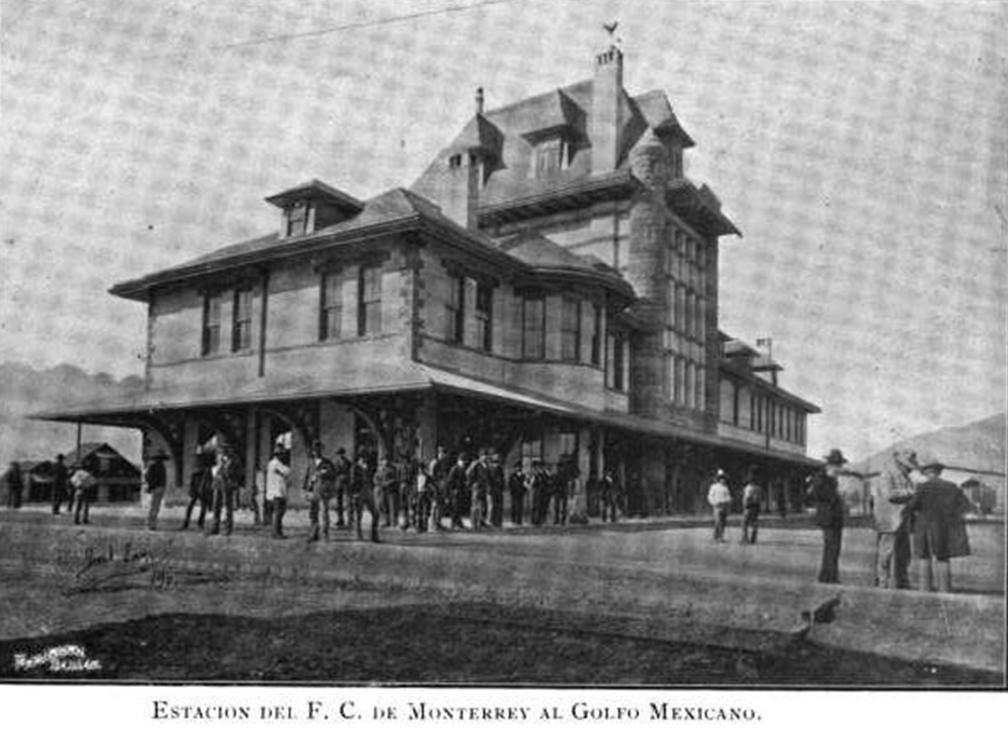
Estación Del Golfo en el año de 1902.

La Casa de la Cultura de Nuevo León, Antigua Estación del Golfo es un espacio cultural ubicado en la ciudad mexicana de Monterrey, adscrito al Consejo para la Cultura y las Artes de Nuevo León,  que apoya, estimula y promueve la cultura estatal con actividades artísticas de las diferentes disciplinas de arte. En este espacio se encuentra el Museo Estación del Golfo, con una colección ferroviaria permanente que muestra los orígenes y la gestación del proyecto ferroviario en la entidad  de importancia social.

## Historia
En 1873 pensando en mejorar el contacto con el interior de la república se realizó con el ferrocarril, no fue sino hasta 1882 cuando el Nacional Mexicano llegó a Monterrey el 31 de agosto de México a Nuevo Laredo.
El edificio funcionó como estación ferroviaria hasta el año de 1934 En sus andenes desembarcaron figuras de la época de la Revolución como Francisco I. Madero, los generales Felipe Ángeles, Francisco Villa, Pablo González, entre otros.

## Edificio
La Estación del Golfo, actualmente Casa de la Cultura de Nuevo León, fue construida para albergar una terminal de trenes, su diseño es por el Arq. Issac S. Taylor y que fue construida por los hermanos contratistas ingleses Jhon.R y William .W. Price que fueron también los encargados de la construcción de toda la infraestructura de la línea de Monterrey a Tampico y de lo largo de todas las estaciones de Monterrey a Tampico. 
Después de estar en el abandono se realizó la propuesta por la  la Sociedad Nuevoleonesa de Historia, Geografía y Estadística (SNHGE)  con la restauración del Arq. Manuel Vizcarra respetando la arquitectura original se convierte en Casa de la Cultura de Nuevo León a partir de 1973.
Finalmente el 31 de diciembre de ese año se inauguró Como Casa de la Cultura; sin embargo el edificio fue usado como galería de arte y oficinas de cultura. 

### Arquitectura
La Estación del Golfo es una de las cuatro estaciones del tren que se ubican al norte de la ciudad y la única que sobrevive. Su diseño con techo de dos aguas y una torre de cinco pisos al centro, fue realizado en Inglaterra de ahí su peculiar arquitectura ajena al Noreste de México.
Sus fachadas tienen torres de piedra de inspiración medieval y sus techos están sostenidos por vigas de madera labradas.
En la época de su construcción la mayoría de las edificaciones era vernácula no existiendo un edificio de mismas dimensiones, dentro de la década de construcción se construyeron otros edificios con cierta arquitectura de importación, actualmente no existe otro inmueble con las mismas características.
Como parte de los materiales que se utilizaron se encuentra la madera de las ventanas, puertas e interiores y la pizarra inglesa en las cubiertas originales, además, tiene una estructura de acero, importado de Estados Unidos.
Y dos tipos de piedra: clásica gris extraída del Cerro del Topo Chico con labrado tosco y, la que predomina en los muros en general en los muros que es el ladrillo.

## Difusión cultural
El panorama de difusión cultural que se le asignó ha avanzado notablemente alcanzando el objetivo de dar un servicio a la comunidad nuevoleonesa con actividades culturales con museo y biblioteca, fue hasta 1975 que se nombró como director de  servicios sociales y culturales al Arq. Manuel Rodríguez Vizcarra que entró en funciones generales los talleres de literatura, pintura, teatro, música y danza y siendo a finales de 1979 que se instaló el Teatro de la Estación

## Museo Estación del Golfo
Dentro del espacio cultural se adecuó un espacio para albergar el Museo de la Estación del Golfo a partir del 3 de octubre  1997 que en su inicio se formó con una donación de 265 piezas del patrimonio histórico de Ferrocarriles Nacionales de México Y que  ha tenido a lo largo de este tiempo diferentes colecciones del material ferroviario y aportaciones importantes.
La restauración del Museo de la Estación se efectuó en el 2018. Esta remodelación permitió recibir a los ciudadanos con interactivos, siendo la tecnología un atractivo para los jóvenes visitantes, donde su nueva museografía se pone a la altura de las nuevas tecnologías.
El Museo de la Estación del Golfo pretende transmitir mediante elementos audiovisuales la importancia que tuvo la estación, pero sobre todo el mismo ferrocarril, en la conformación de la ciudad de Monterrey y en el crecimiento socioeconómico que experimentó México a partir del  inicio de operaciones.
El museo actualmente se divide en las siguientes áreas:

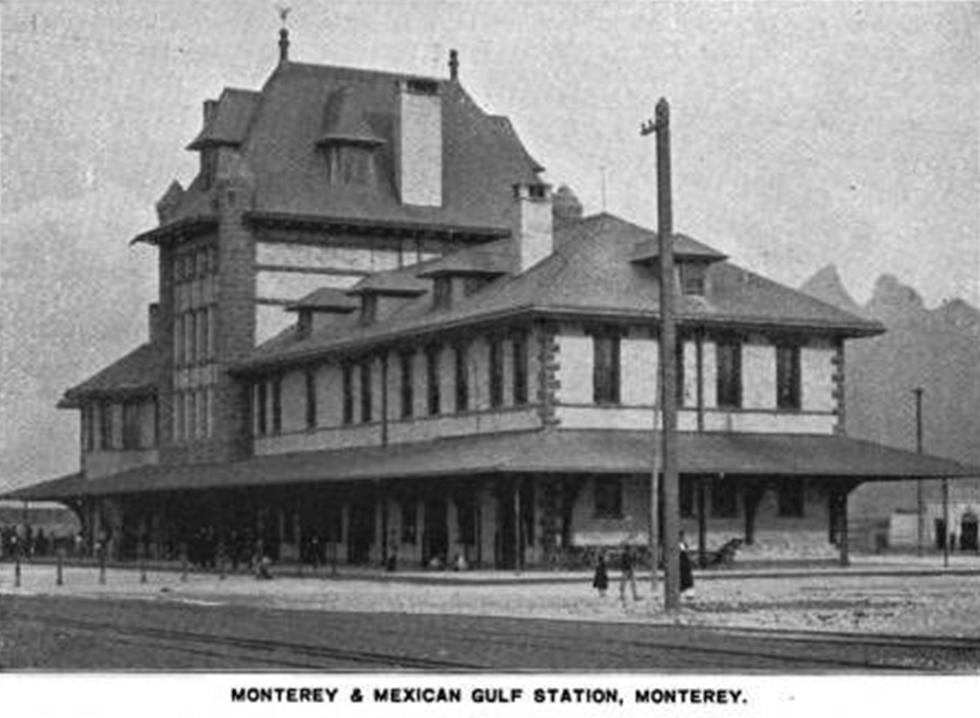
Estación del Golfo en 1899.

- Sala Temporal
- Sala de barrios
- Sala de arquitectos
- Sala de oficios
- Sala de interactivos